# Sistema hidroeléctrico Los Nihuiles
El sistema hidroeléctrico Los Nihuiles es un conjunto de presas en cascada sobre el río Atuel que son utilizadas para la generación de energía eléctrica en Argentina. Se compone de un embalse principal (El Nihuil), un embalse compensados (Valle Grande) y dos presas intermedias (Aisol y Tierras Blancas)

## Aprovechamiento Hidroeléctrico Nihuil I

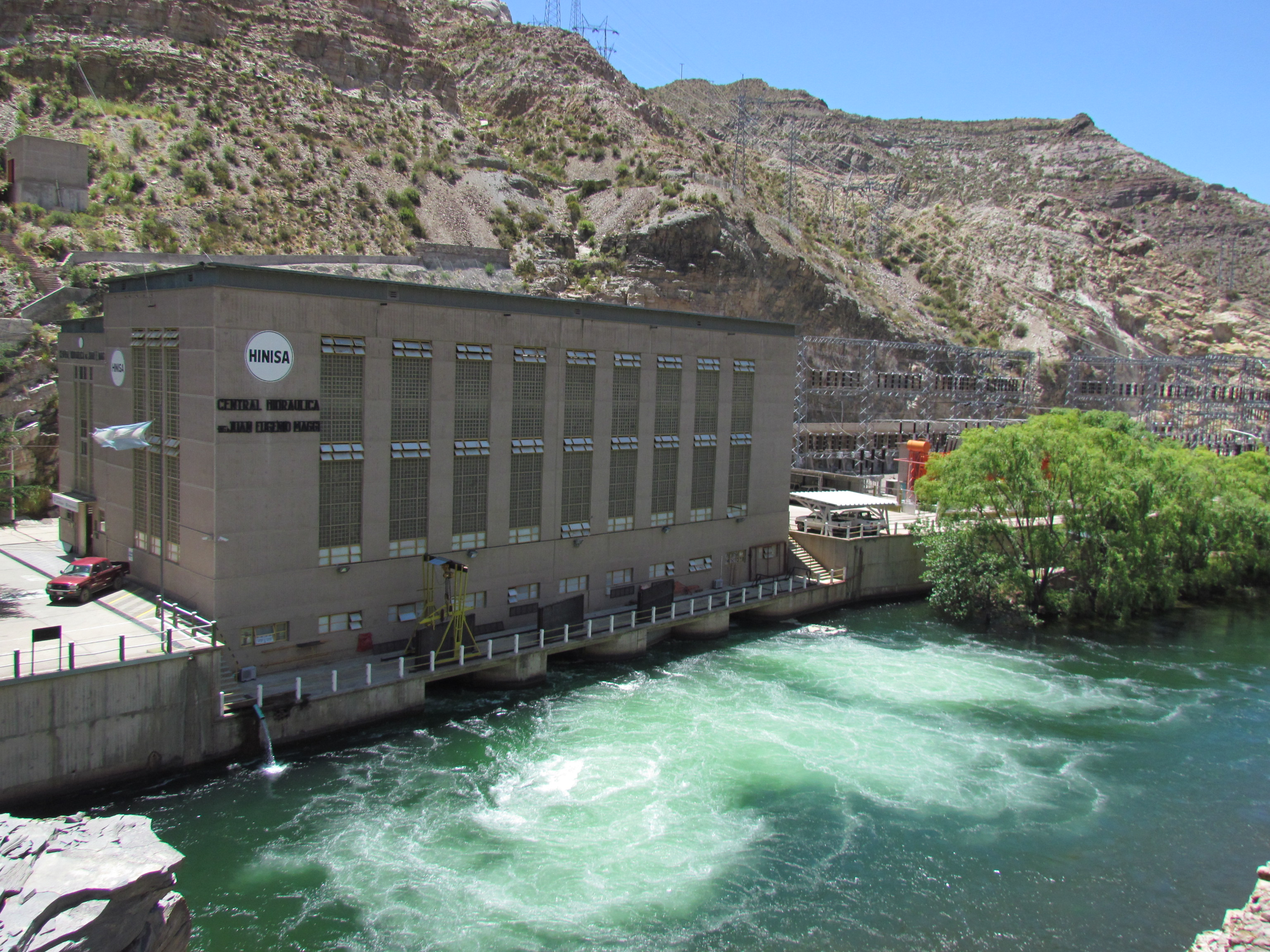
Central hidroeléctrica Nihuil 1 "Ing. Juan Eugenio Maggi"

Es el embalse más grandes del sistema y la presa de cabecera del sistema. El desnivel generado se aprovecha en la central hidroeléctrica Nihuil I "Ing. Juan Eugenio Maggi".

### Presa El Nihuil
Es una presa de gravedad, de hormigón simple y sección triangular. Fue inaugurada en 1947.

### Central hidroeléctrica
Posee 4 turbinas tipo francis de eje vertical.

## Aprovechamiento Hidroeléctrico Nihuil II
Consiste de la presa Aisol desde la que se alimenta, mediante un túnel, la central hidroeléctrica Nihuil 2.

### Presa Aisol

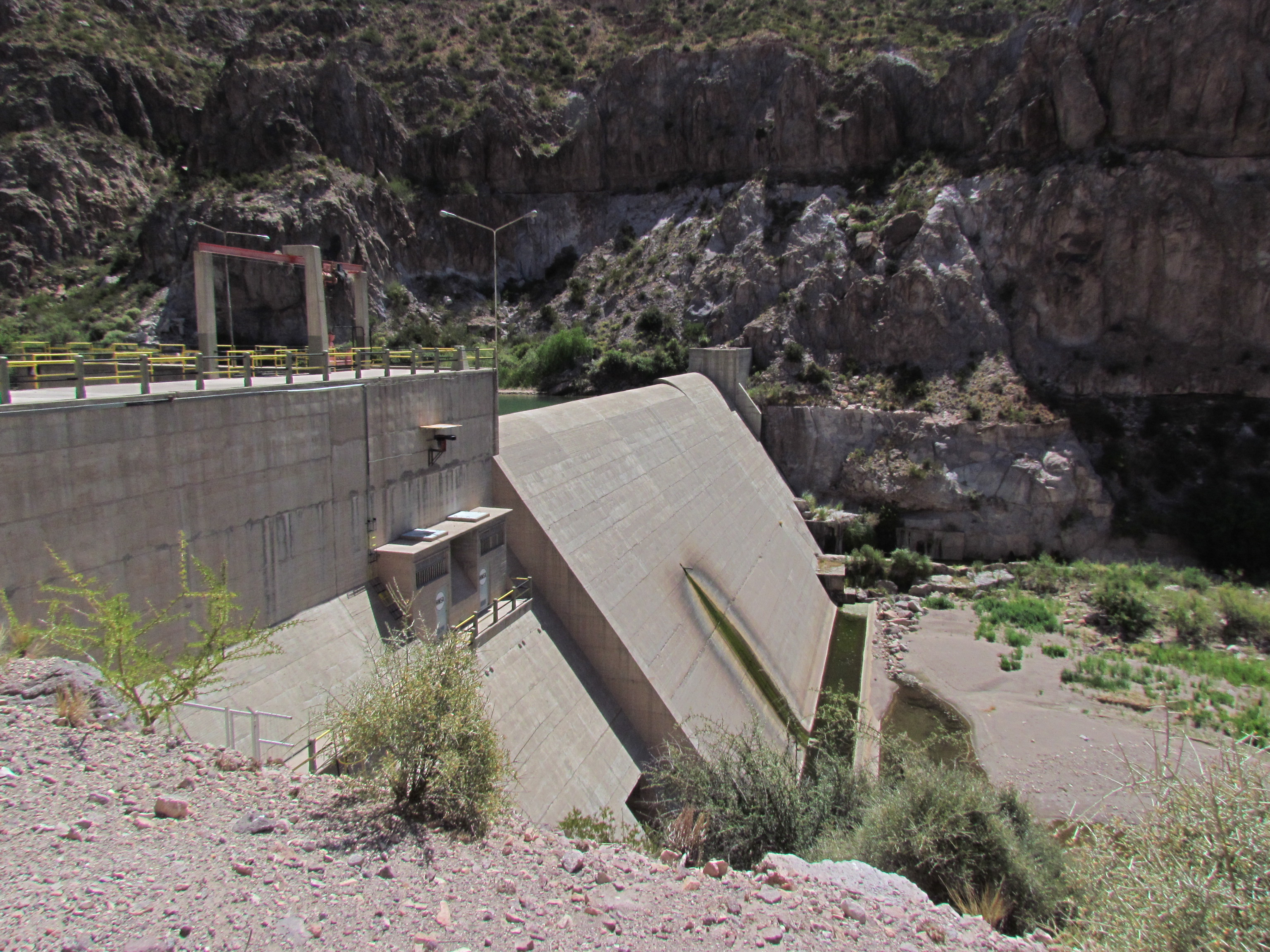
Presa Tierras Blancas

Se construyó entre los años 1967 y 1969. Es una presa de hormigón.

### Central hidroeléctrica Nihuil II

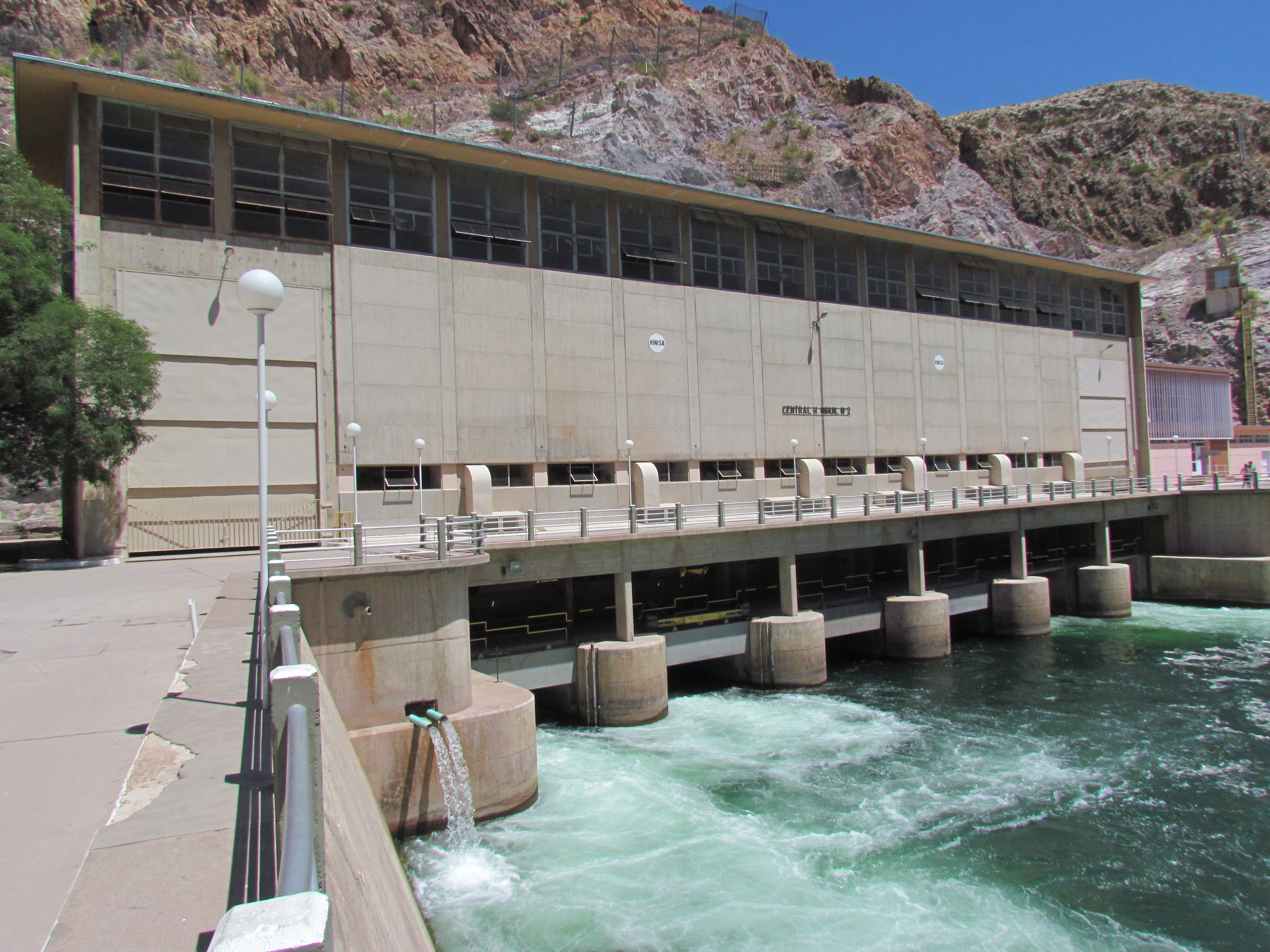
Central hidroeléctrica Nihuil 2

Posee 6 turbinas tipo francis.

## Aprovechamiento Hidroeléctrico Nihuil III
Consiste en la central hidroeléctrica Nihuil 3 y su obra de toma, la presa Tierras Blancas, a la que se conecta mediante un túnel.

## Aprovechamiento Hidroeléctrico Nihuil IV
Se compone del embalse Valle Grande y la central hidroeléctrica Nihuil 4.